# Clase Ceuta
La Clase Ceuta fue una serie de destructores italianos de la Clase Aquila que en Rumanía recibían la denominación de Clase Marasti.
Fueron utilizados por Italia, que los construía para Rumanía durante la Primera Guerra Mundial. Dos de ellos fueron vendidos a Rumanía en 1920, y los otros dos cedidos al bando sublevado durante la guerra civil española en 1937.
Cuando fueron entregados por Italia a la armada nacional, eran ya buques obsoletos, pero cubrían la gran carencia de destructores de los nacionales.

## Buscando destructores
La Armada nacional estaba necesitada de destructores, solo contaba con uno, el Velasco, muy descompensada en relación con los Cruceros. Para ello, se buscó en Japón y en Italia, donde finalmente le fue entregada al agregado naval en Roma una lista de 10 unidades el 26 de junio de 1937 en la que figuraban entre otros el crucero Tarento, los destructores Aquila, Falco, Alsesandro Poerio, Gugliemo Pepe, los torpederos Premuda, Grado, y Cortellazo, estos descartados de entrada por inservibles, y dos submarinos (que también se incorporarían a la armada nacional con los nombres de General Mola y General Sanjurjo).
La operación no era del agrado de la Regia Marina, sobre todo por los submarinos, pero se recibió Ordine Superiorissima del Duce, y admitieron una sustanciosa rebaja y cobrar a plazos, los barcos no eran nada del otro mundo, estaban obsoletos, pero cubría la gran carencia de la armada nacional en destructores (17 vs 1).

## Historial de losCeutayMelilla
Pertenecían a la clase Aquila, formada por el Aquila, Falco, Nibbio y Sparviero. Fueron encargados inicialmente por Rumania a los astilleros italianos, con el nombre de Viscol y Vifor, siendo requisados por la Regia Marina al inicio de la Primera Guerra Mundial y rebautizados en ese momento como Aquila y Falco
Durante la Primera Guerra Mundial, fueron utilizados en operaciones de guerrilla naval en el Adriático, El 15 de mayo de 1917, el Aquila resultó alcanzado en las calderas por un proyectil de 100 mm. disparado desde el destructor austriaco SMS Csepel resultando inmovilizado, tuvo que ser remolcado a puerto.
En 1919 el Falco, fue sometido a trabajos de modernización. Siendo ambos cedidos al bando nacional por la Regia Marina en octubre de 1937. Se les colocó una chimenea falsa para que fueran confundidos, tanto por los republicanos como por las patrullas de no intervención, con el Velasco, único destructor con que contaban inicialmente, siendo rebautizado inicialmente como Velasco-Ceuta el Aquila y Velasco-Melilla el Falco, para posteriormente, quedar con los nombres de Ceuta y Melilla. Si bien es cierto que estaban obsoletos, estaban en mejores condiciones que los buques de la clase Teruel.
Durante la Guerra civil, estuvieron desempeñando misiones de vigilancia, escolta de mercantes y otras tareas secundarias, anotándose el destructor Ceuta la captura del carguero republicano Prado.
En agosto de 1938, junto con el crucero pesado Canarias, obligaron al destructor republicano José Luis Díez a refugiarse en aguas Gibraltareñas.
Finalizada la contienda fueron destinados a tareas de instrucción y dados de baja: en 1948 el Ceuta y en 1950 el Melilla.

## Buques Clase Ceuta
| Nombre  | Nombre italiano | Astillero         | Año de botadura | Armada española | Baja | Causa               |
| ------- | --------------- | ----------------- | --------------- | --------------- | ---- | ------------------- |
| Melilla | Aquila          | Patison - Nápoles | 1916            | 1937            | 1950 | Retirado/Desguazado |
| Ceuta   | Falco           | Patison - Nápoles | 1919            | 1937            | 1948 | Retirado/Desguazado |

## Nibbio y Sparviero

### Nibbio
Su construcción comenzó en 1914 para la marina rumana con el nombre de Vârtej. Requisado por la Regia Marina en 1915, fue renombrado Nibbio y se botó el 30 de enero de 1918 tras lo cual, fue desplegado en el Adriático. En 1920 fue adquirido por Rumanía y renombrado Mărăşti. Bajo su nueva bandera participó en la Segunda Guerra Mundial, y fue capturado por la Unión Soviética a finales de agosto de agosto de 1944, cuando Rumania fue ocupada por los soviéticos. Fue restituido a Rumania por la Unión Soviética en 1946 y denominado D.11 fue retirado del servicio en 1963.

### Sparviero
Su construcción comenzó en 1914 para la marina rumana con el nombre de Vijelia. Requisado por la Regia Marina en 1915, fue renombrado Sparviero y se botó el 26 de marzo de 1917 tras lo cual, fue desplegado en el Adriático. En 1920 fue adquirido por Rumanía y renombrado Măraşeşti. Bajo su nueva bandera participó en la Segunda Guerra Mundial y, en julio de 1943, hundió al submarino soviético M31 en el curso de una misión de escolta. A finales de agosto de 1944, cuando Rumanía fue ocupada por los soviéticos, fue capturado y pasó a formar parte de la marina soviética. Fue restituido a Rumanía en 1946 y, denominado como D.12, fue retirado del servicio en 1963.